# Deutsche Meisterschaften 1952
Als Deutsche Meisterschaft(en) 1952 oder DM 1952 bezeichnet man folgende Deutsche Meisterschaften, die im Jahr 1952 stattgefunden haben:
- Deutsche Fechtmeisterschaften 1952
- Deutsche Nordische Skimeisterschaften 1952
- Deutsche Schwimmmeisterschaften 1952
- Deutsches Meisterschaftsrudern 1952
- Deutsche Basketballmeisterschaft der Frauen 1952
- Deutsche Feldhandball-Meisterschaft 1952
- Deutsche Handballmeisterschaft 1952
- Deutsche Leichtathletik-Meisterschaften 1952
- Endrunde der Deutschen Mannschaftsmeisterschaft im Schach 1952
- Deutsche Tischtennis-Meisterschaft 1952

Siehe auch:
- DDR-Meisterschaften im Bobsport 1952
- DDR-Meisterschaften im Fechten 1952
- DDR-Ringermeisterschaften 1952
- DDR-Meisterschaften im Gewichtheben 1952
- DDR-Meisterschaften im Feldfaustball 1952
- DDR-Bahn-Radmeisterschaften 1952 (Berufsfahrer)
- DDR-Straßen-Radmeisterschaften 1952
- DDR-Einzelmeisterschaft im Schach 1952
- DDR-Mannschaftsmeisterschaft im Schach 1952